# European Masters 2008

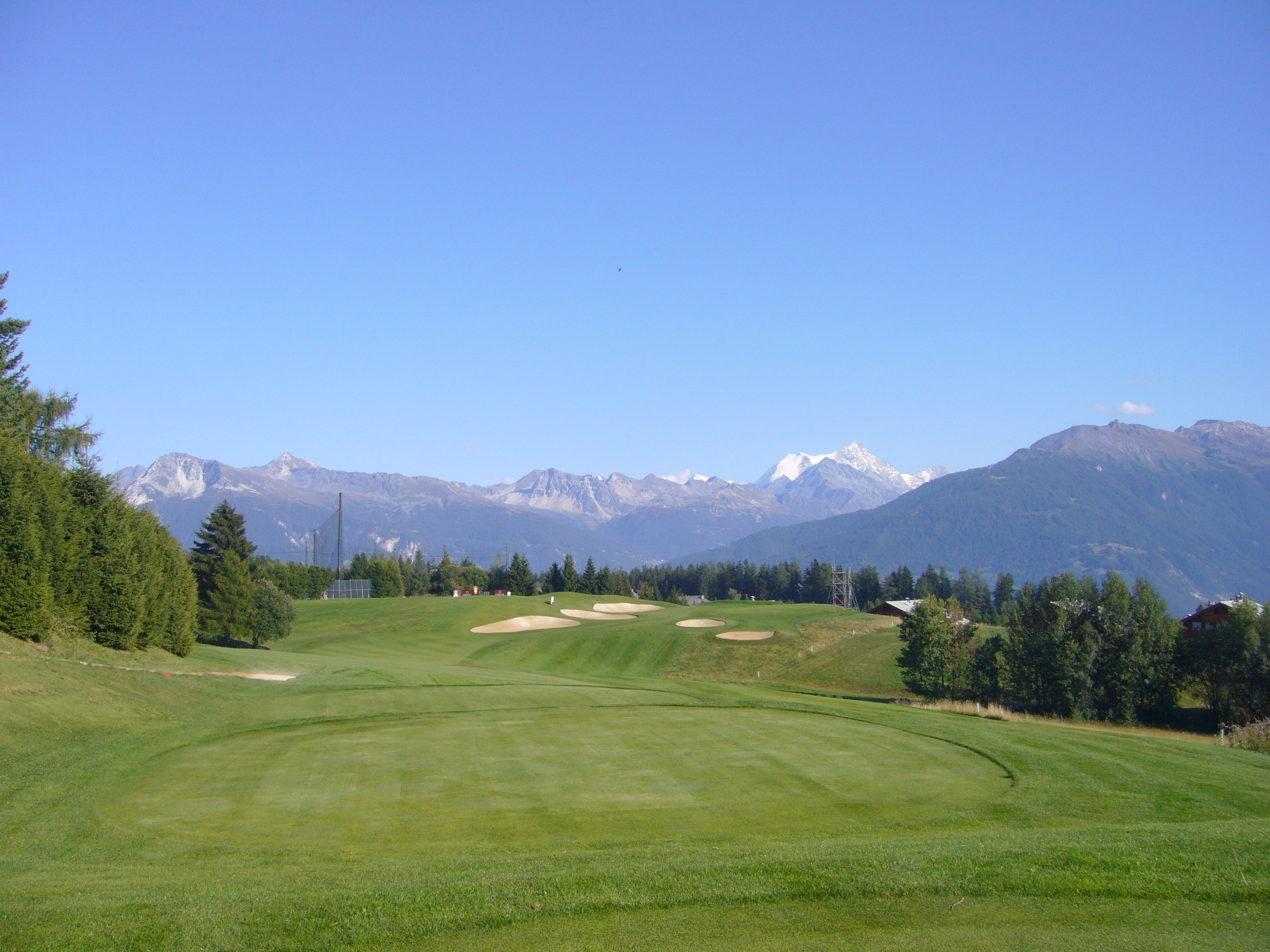
Hole 7

Het Zwitsers Open is een golftoernooi voor 150 professionals en enkele amateurs. Het vindt altijd plaats tijdens het eerste weekend van september, en altijd in Crans-sur-Sierre. In 2008 is het Open van 4-7 september. De mensen in Crans noemen dit evenement L'Open Suisse, maar officieel heet het tegenwoordig het Omega European Masters.
Op de maandag en woensdag voor het Open is een Pro-Am. Er zijn alleen teamprijzen, geen prijzen voor de individuele scores van de professionals. Slechts 1 score van de vier spelers telt voor de teamscore.

## Deelnemers
Aan het Open doen 156 spelers mee, waaronder voormalige winnaars Ricardo González (2001), Barry Lane (1993), Eduardo Romero (1994 en 2000), Brett Rumford (2007). Uit Nederland doet alleen Robert-Jan Derksen mee.

Omdat volgend jaar dit Open mee gaat tellen voor de Aziatische Tour, staan 30 spelers van die Tour op de startlijst. Het zijn 10 spelers die door sponsors worden uitgenodigd en 20 voormalige winnaars:
- de 5 laatste winnaars van hun Order of Merit
- de meervoudige winnaars van de laatste 3 jaren
- aangevuld met spelers uit de top 65 van 2007

Daarnaast mogen enkele amateurs meedoen, waaronder de winnaar van het Zwitsers Amateur en Franse amateur Vincent Cachera van Golf Club de Lyon, de winnaar van de kwalificatiewedstrijd, die de zondag voor het Open in Crans werd gespeeld. 
Sinds 2001 is Omega sponsor van het Zwitsers Open, maar ook wereldwijd van sport, zoals van de Olympische Spelen, waar alle tijdmetingen door Omega worden gedaan. Zij zijn ook de sponsor a.s. november van de Mission Hills World Cup in China. 

Omega heeft het initiatief genomen om het Zwitsers Open te koppelen aan de Aziatische Tour, hetgeen door beide PGA's is goedgekeurd. Golf wordt steeds meer gespeeld in Azië, en zo kunnen de Aziatische spelers meer ervaring opdoen. Thongchai Jaidee (-1) uit Thailand en Lian-Wei Zang (par) uit China hebben de cut gehaald.

## De wedstrijd
Dag 1: Het is bewolkt, en bijna de hele dag is er motregen. In de ochtendronde gaat Garry Houston uit Wales aan de leiding met een score van -5, en daar komt zijn landgenoot Kyron Sullivan bij.
's Middags 
komt Rory McIlroy uit Noord Ierland met -8 binnen, en Miguel Ángel Jiménez met -3. Derksen maakt -2 en staat op een gedeelde 20ste plaats. 

Dag 2: 's Ochtends zonnig rustig weer. Aan het einde van de ochtendronde staan Rory McIlroy en Brett Rumford, winnaar van 2008, aan de leiding met -8. Derksen gaat naar -3, en staat op de 21ste plaats. Hij is tevreden met zijn uitgangspositie. 's Middags steekt de wind op. Jarmo Sandelin, die donderdag een ronde van 71 heeft gemaakt, begint vrijdagmiddag met 4 birdies in de eerste vijf holes. Hij eindigt op -5, net als Jiménez en 7 anderen. Het veld blijft dicht bij elkaar en de leiding blijft bij de twee spelers met -8. De cut is op level par, er gaan 74 spelers door naar het weekend.

Dag 3: Op de derde dag maakt McIlroy een ronde van 66 en blijft aan de leiding, nu met 4 slagen voorsprong op zijn achtervolgers. Rumford is naar de 16de plaats gezakt, en Derksen gaat na een ronde van 76 naar de 67ste plaats. 

Dag 4: Ook hier heeft de leider van de eerste drie rondes niet gewonnen. Na de eerste hole raakte hij zijn 4 slagen voorsprong al snel kwijt. Even leek hij zich te herstellen en kwam weer aan de leiding. Op de laatste green mist hij echter de winnende putt, waardoor hij een play-off moet spelen tegen de Fransman Jean-François Lucquin. Die verliest hij op de tweede extra hole, waar hij een putt van 45 cm mist. De derde plaats wordt gedeeld door Christian Cévaër, Julien Clément, Miguel Ángel Jiménez en Gary Orr, allen met -12.

Tadd Fujikawa
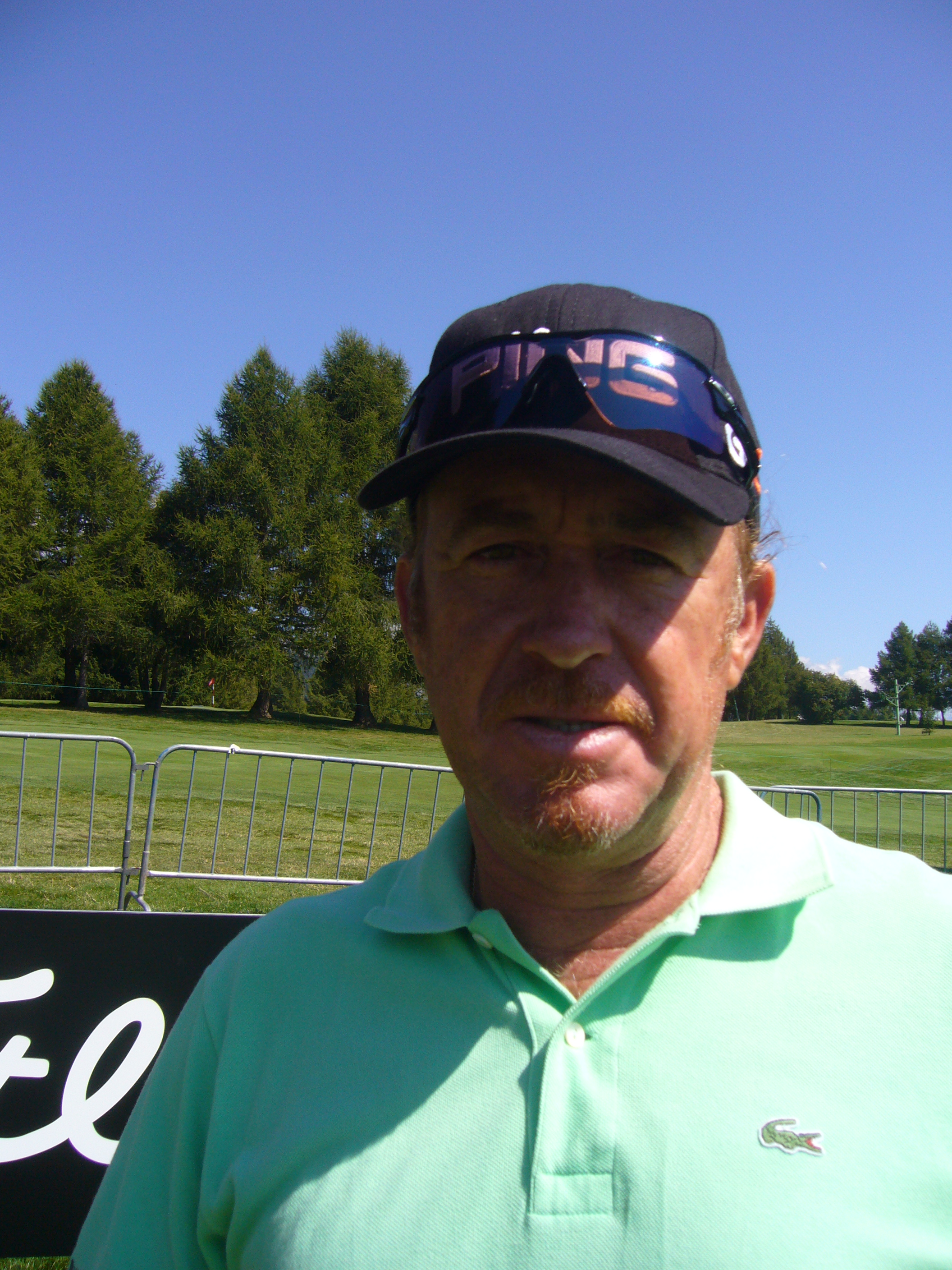
Miguel Ángel Jiménez
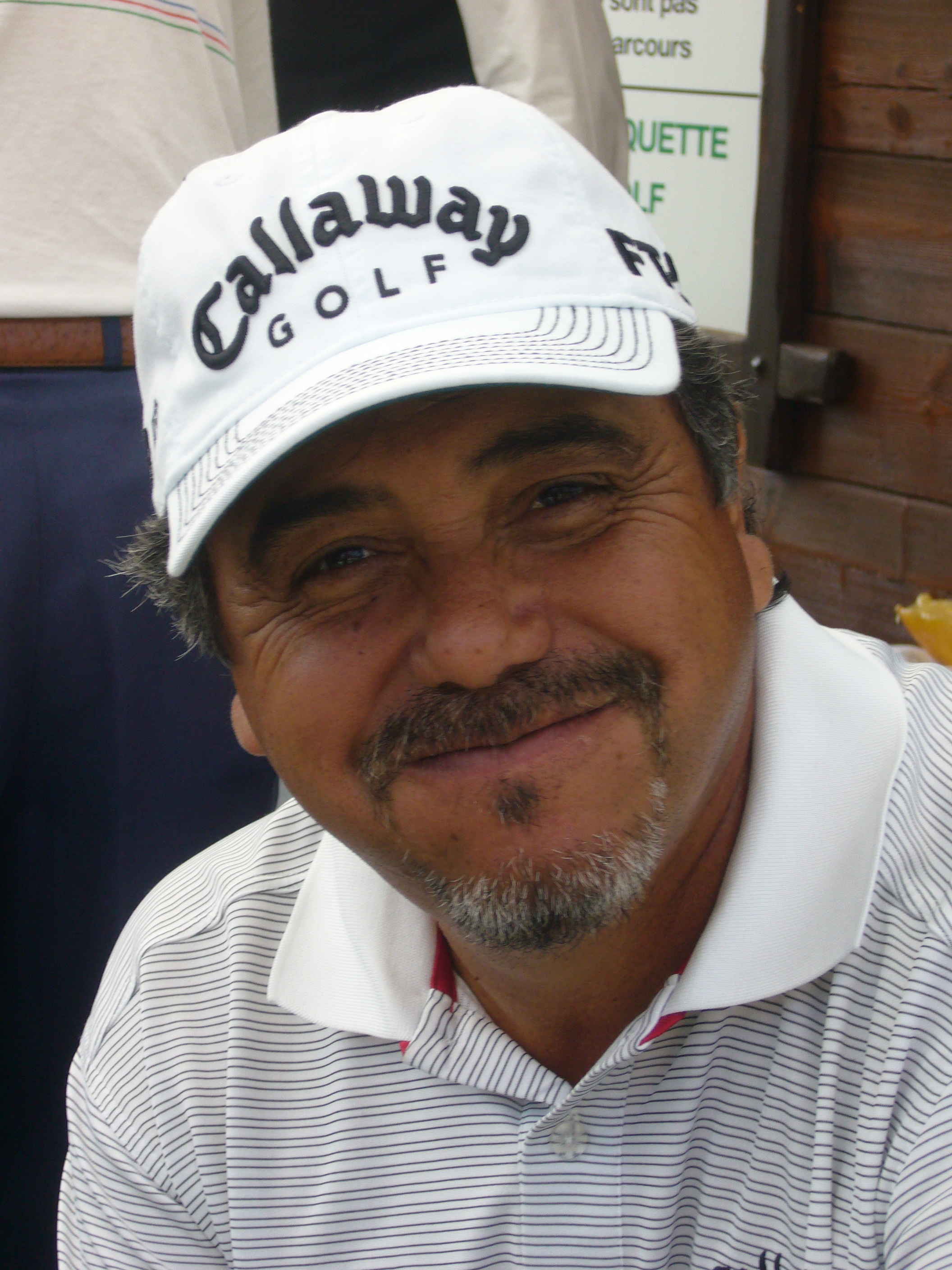
Eduardo Romero
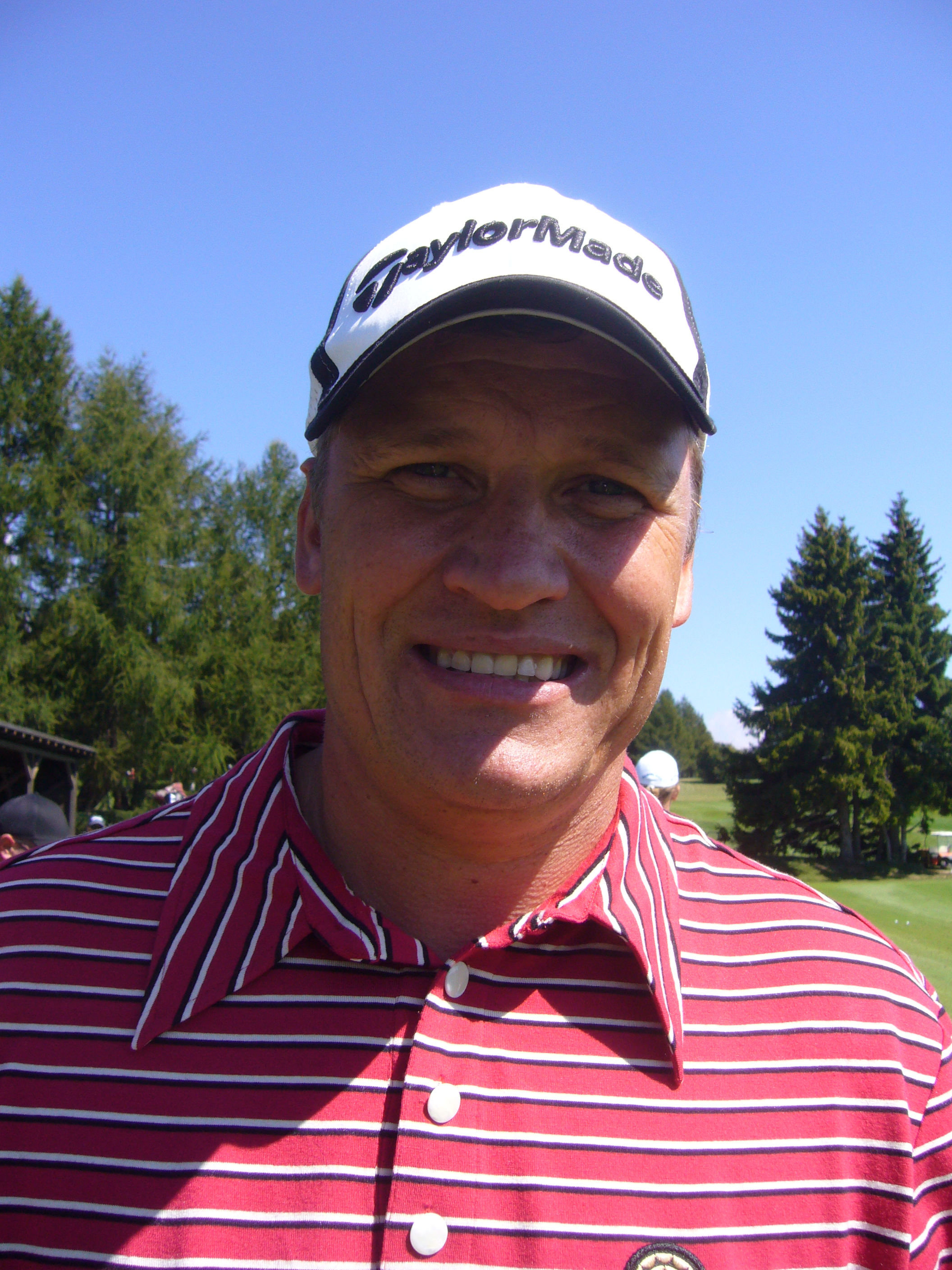
Jarmo Sandelin
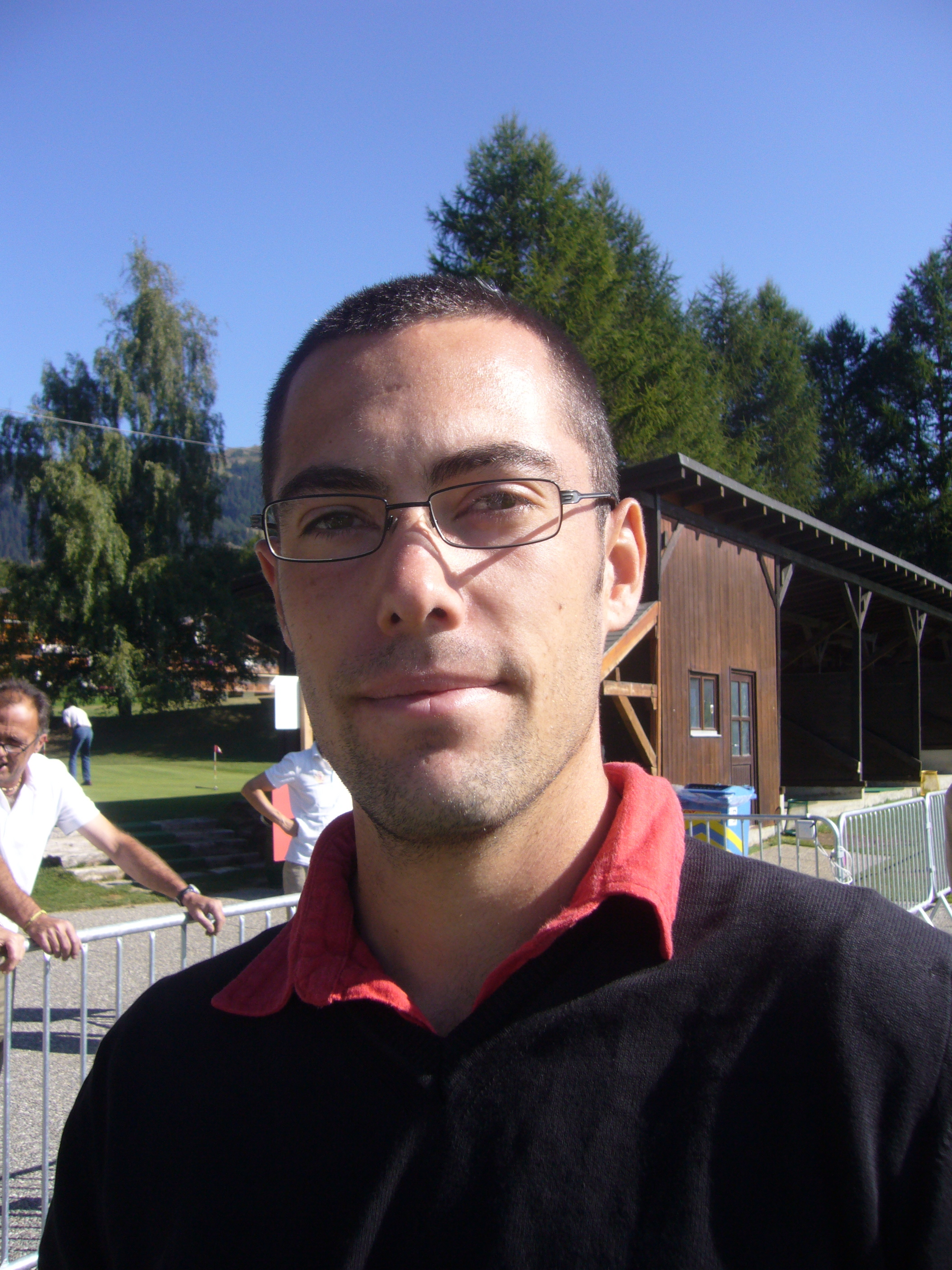
Vincent Cachera (Am)

## Baanbeschrijving
Crans ligt op een plateau op 1500 meter hoogte in het Rhônedal, in de Valais. Het is er Franstalig, het dorp ernaast, Montana, is Duitstalig. Crans heeft de meeste zonuren van heel Zwitserland. 
De par van de baan is 71.

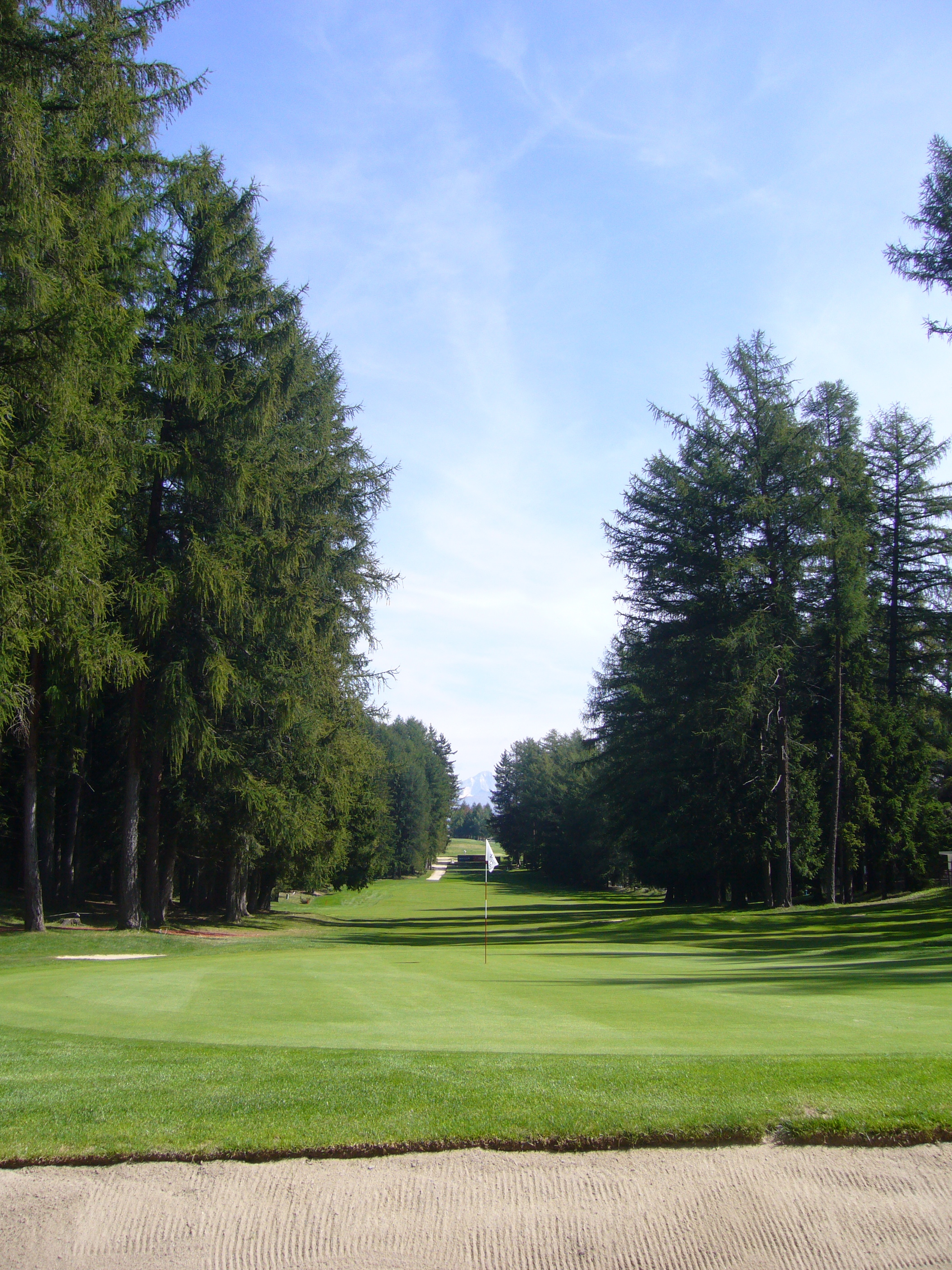
Terugblik op Hole 6

Hole 1, een par 5 van 494 meter. Als de afslag niet in de bunker is beland, kan een pro met zijn tweede slag de green bereiken. Een birdiekans op de eerste hole.
Hole 2, een par 4 van 400 meter, met een lange green van 33 meter.
Hole 3, een par 3 van 175 meter. Een verhoogde tee naast hotel Rhodania. De hole wordt doorkruist door een straat die onder andere naar de drivingrange gaat. Hoewel de hole gemakkelijk lijkt, missen ook veel pro's de green.
Hole 4, de langste par 4 van de baan met 460 meter, maar de hole loopt naar beneden. Na een goede afslag daardoor toch maar een ijzer 5 naar de green, die door 5 bunkers bewaakt wordt.
Hole 5, een korte par 4 van 310 meter, maar bergopwaarts, en met een dogleg. Pro's zullen niet met een driver afslaan, tenzij ze over de bomen naar de green willen spelen. Dat is het risico niet waard, want na een rustige afslag is het een wedge naar de green.
Hole 6, een smalle, nog kortere par 4 van 296 meter. Hier wordt met een ijzer afgeslagen om het iets bredere stukje fairway te vinden, en een goede wedge naar de green te kunnen slaan. Er zijn spelers die voor de green gaan, maar meestal alleen tijdens de oefenronde.
Hole 7, een par 4 van 303 meter, met een dogleg van links naar rechts. De green is even hoog als de tee, maar daartussen ligt een dal. Professionals gaan vaak voor de green, waarvoor twee bunkers liggen die je opvangen als je een klein beetje te kort bent. Als je meer tekort bent, lig je in de rough, en wordt het moeilijk de bal met de volgende slag dicht bij de hole te krijgen. Rechts is out of bounds.
Hole 8, een par 3 van 160 meter. De green ligt iets lager dan de tee, dus het is maar een ijzer 6 of 7 voor de meeste pro's. Achter de green ligt het appartement van Sophia Loren.

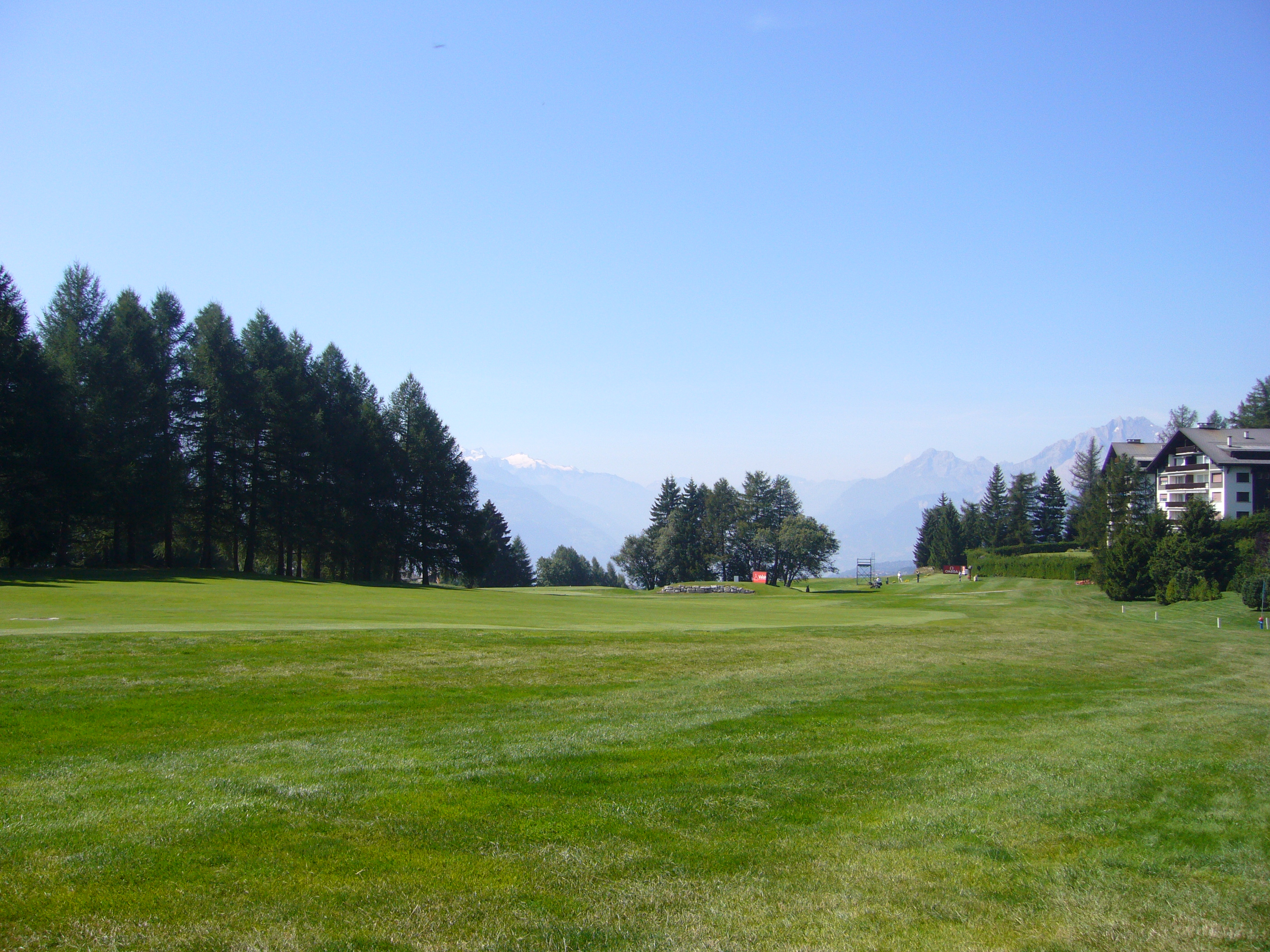
Alpen achter Hole 9

Holes 9, een par 5 van 575 meter. Hier ligt de moeilijkheid niet in de lengte, maar in de tweede slag en in de rough om de green. Midden op de fairway staat een grote boom. Soms wordt de tweede slag hierdoor belemmerd. De green is zo beroemd dat hij in Parijs is nagebouwd. Er zijn drie verdiepingen. Hij is zo snel, dat een speler die op een te hoge verdieping is beland, moeite zal hebben met zijn eerste put niet van de green af te rollen.
In 2007 maakte Tadd Fujikawa hier tijdens het Open een albatros, door met een houten 3 een afstand van 285 yards te slaan en de bal in de hole te doen verdwijnen. 
Hole 10, een par 4 van 370 meter. Een lange afslag is niet nodig, een secure tweede slag wel.
Hole 11, een par 3 van 187 meter. Met een hole-in-one kan hier tijdens het Open een Audi gewonnen worden. Tijdens de Pro-Ams was hier de neary voor de pro's.
Hole 12, een par 4 van 375 meter, met een dogleg van links naar rechts. In de buitenbocht van de dogleg liggen twee bunkers, hooguit een afslag van 250 meter, een houten 3 voor de pro's. 

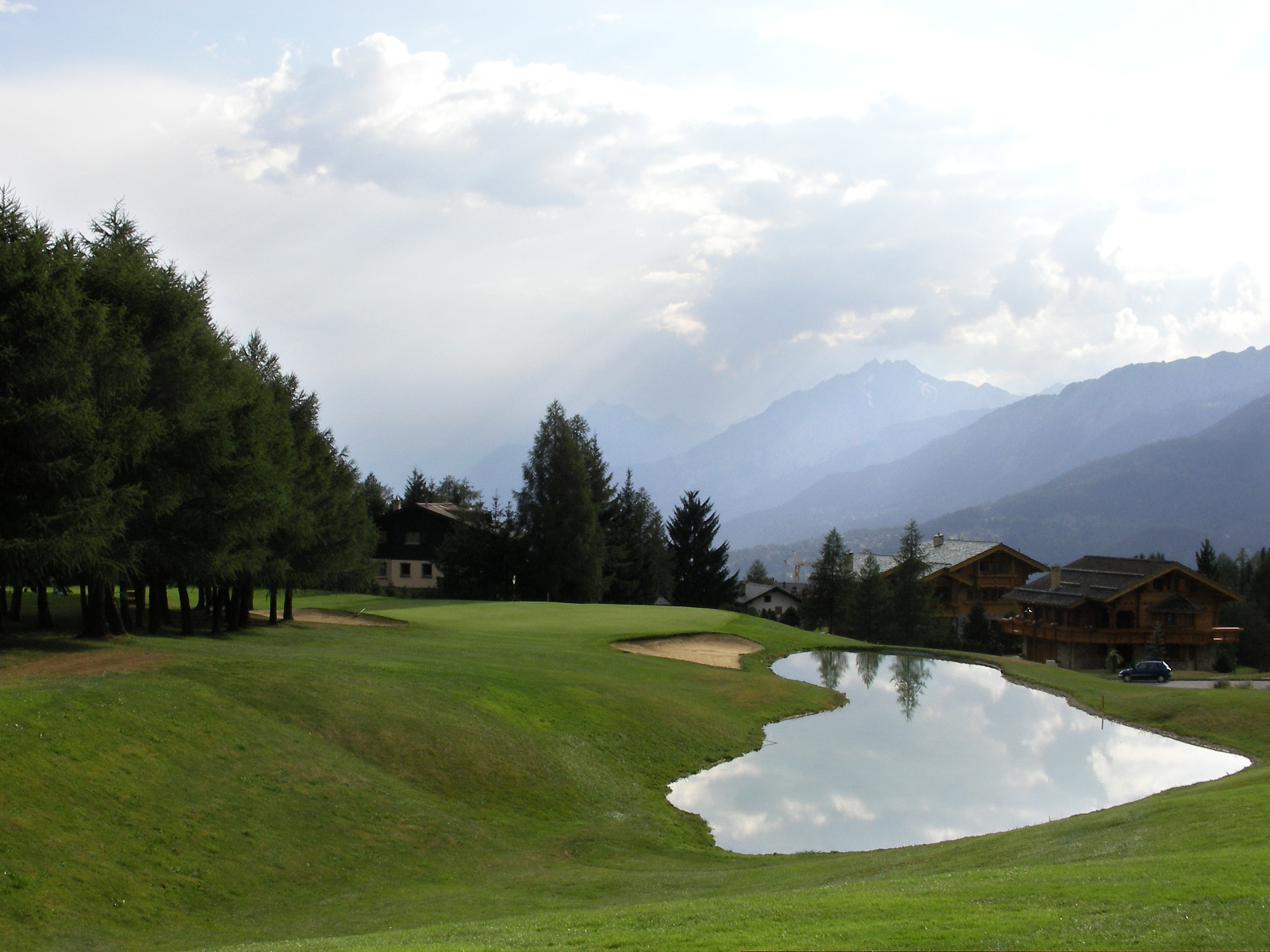
Hole 14 met nieuw meertje

Hole 13, een par 3 van 182 meter. Iets korter dan de 11de hole, maar hier ligt de green hoger dan de tee.
Hole 14, een par 5 van 544 meter. De hole loopt naar beneden, dus hij speelt wat korter. De green is na een goede afslag vaak bereikbaar, maar sinds Ballesteros wijzigingen aan de baan heeft aangebracht, ligt er rechts naast de green een meertje. Achter de green is 'out of bounds'. 
Tijdens het Open in 1971 maakt Billy Casper, winnaar onder andere van de Masters in 1970, hier een albatros.
Hole 15, een korte par 5 van 472 meter, die langs de vorige hole bergopwaarts gaat. De green is diep en smal.
Hole 16, de langste par 3 van de baan met 215 meter.
Hole 17, een par 4 van 353 meter. Geen drivershole, een afslag van 230 meter is genoeg, er blijft maar een kort ijzer over naar de green.
Hole 18, een par 4 van 368 meter. De fairway loopt naar rechts, waar twee bunkers liggen. Rechts voor en naast de green ligt een waterhindernis, het is dus veel gemakkelijker vanuit de linker kant van de fairway naar de green te spelen.

Vanaf 1972:
1972 · 
1973 · 
1974 · 
1975 · 
1976 · 
1977 · 
1978 · 
1979 · 
1980 · 
1981 · 
1982 ·   
1983 · 
1984 ·
1985 ·
1986 ·
1987 ·
1988 ·
1989 ·
1990 ·
1991 ·
1992 ·
1993 ·
1994 ·
1995 ·
1996 · 
1997 ·
1998 ·
1999 · 
2000 · 
2001 · 
2002 · 
2003 · 
2004 · 
2005 · 
2006 · 
2007 · 
2008 · 
2009 · 
2010 · 
2011 · 
2012 · 
2013 · 
2014
1972 ·
1973 ·
1974 ·
1975 ·
1976 ·
1977 ·
1978 ·
1979 ·
1980 ·
1981 ·
1982 ·
1983 ·
1984 ·
1985 ·
1986 ·
1987 ·
1988 ·
1989 ·
1990 ·
1991 ·
1992 ·
1993 ·
1994 ·
1995 ·
1996 ·
1997 ·
1998 ·
1999 ·
2000 ·
2001 ·
2002 ·
2003 ·
2004 ·
2005 ·
2006 ·
2007 ·
2008 ·
2009 ·
2010 ·
2011 ·
2012 ·
2013 ·
2014 ·
2015 ·
2016